# Capcom vs. SNK: Millennium Fight 2000
Capcom vs. SNK : Millennium Fight 2000 (カプコン バーサス エス・エヌ・ケイ ミレニアムファイト 2000 ?, Kapukon Bāsasu Es-Enu-Kei Mireniamu Faito Nisen), conosciuto anche semplicemente come Capcom vs. SNK, è un videogioco picchiaduro sviluppato da Capcom con la collaborazione di SNK nel 2000. Secondo titolo della serie Capcom vs. SNK (dopo SNK vs. Capcom: The Match of the Millennium, uscito per Neo Geo Pocket Color nel 1999), è inizialmente uscito su hardware arcade NAOMI . In seguito è stata pubblicata una sua versione aggiornata per Sega Dreamcast e PlayStation, intitolata Capcom vs SNK: Millennium Fight 2000 PRO.

## Modalità di gioco
I personaggi giocabili del gioco sono tratti dai videogiochi più famosi di Capcom e di SNK, tra cui quelli di Street Fighter e di The King of Fighters, i quali partecipano ad uno speciale torneo di arti marziali organizzato per far collaborare le due organizzazioni più forti al mondo: la Garcia Financial Clique e la Masters Foundation, tra di loro in conflitto. 
Il gioco si basa su un sistema "RATIO", ossia sul livello di gratificazione del personaggio basato sulla sua resistenza ai colpi e sui danni che infligge, e, come accaduto in The King of Fighters '94 e in The King of Fighters '98, si dovrà scegliere un team formato da 4 personaggi ed usare 4 pulsanti (due per i calci e due per i pugni). Nonostante ciò si potrà giocare sia usando lo stile di gioco di Street Fighter Alpha scegliendo la Capcom Groove sia quello dei primi King of Fighters scegliendo la SNK Groove..

## Personaggi
| Capcom                                                                                             | Capcom               | Vs                                                                                              | SNK                                   | SNK             |
| personaggio                                                                                        | serie                | Vs                                                                                              | personaggio                           | serie           |
| - Ken - Ryu - Sagat                                                                                | Street Fighter       |                                                                                                 | - King - Ryo Sakazaki - Yuri Sakazaki | Art of Fighting |
| - Dan (ver. PRO) - Sakura - Evil Ryu                                                               | Street Fighter Alpha | - Geese Howard - Joe Higashi (ver. PRO) - Terry Bogard - Raiden - Mai Shiranui - Ryuji Yamazaki | Fatal Fury                            |                 |
| - Balrog - Blanka - Chun-Li - Dhalsim - E.Honda - Guile - M.Bison - Vega - Zangief - Cammy - Akuma | Street Fighter II    | - Nakoruru Asame                                                                                | Samurai Shodown                       |                 |
| - Balrog - Blanka - Chun-Li - Dhalsim - E.Honda - Guile - M.Bison - Vega - Zangief - Cammy - Akuma | Street Fighter II    | - Benimaru Nikaido - Kyo Kusanagi - Rugal Bernstein - Iori Yagami - Vice - Orochi Iori          | The King of Fighters                  |                 |
| - Balrog - Blanka - Chun-Li - Dhalsim - E.Honda - Guile - M.Bison - Vega - Zangief - Cammy - Akuma | Street Fighter II    |                                                                                                 |                                       |                 |
| - Morrigan                                                                                         | Darkstalkers         |                                                                                                 |                                       |                 |

## Capcom vs. SNK: Millennium Fighting 2000 PRO
Capcom vs. SNK: Millennium Fighting 2000 PRO è una versione aggiornata del gioco uscita nel 2001 per Dreamcast, nel 2002 per PlayStation. La versione per la console SEGA presenta le stesse caratteristiche di quella arcade, mentre quella per PlayStation è stata criticata negativamente per via dei suoi tempi di caricamento lunghi tra un round e l'altro, del suono e della grafica (inferiori a causa dell'hardware della console). Differentemente dalla versione arcade, sarà inoltre possibile utilizzare Dan Hibiki e Joe Higashi e scegliere nuove modalità di gioco.

## Sequel
Il gioco ha avuto un seguito intitolato Capcom vs. SNK 2: Mark of the Millennium 2001 (uscito nel 2001 per arcade, Dreamcast, Nintendo Gamecube, PlayStation 2 ed Xbox) che presenta molte differenze dal primo capitolo, tra cui la possibilità di scegliere una RATIO a piacere per un personaggio. 